# Hedysarum kudrjaschevii
Hedysarum kudrjaschevii là một loài thực vật có hoa trong họ Đậu. Loài này được Korotkova miêu tả khoa học đầu tiên.